# 武装警察第38師団
武装警察第38師団（武警第38师）は、中国人民武装警察部隊の師団の1つ。

## 歴史
- 1949年2月 - 第13軍第38師に改称
- 1996年 - 武警第38師に改編

## 編制
- 第112連隊（8741部隊） - 四川省南充
- 第113連隊（8742部隊） - 四川省内江
- 第117連隊（8743部隊） - 四川省広元
- 第713連隊（8744部隊） - 四川省閬中